# La strada per Oz
La strada per oz (The Road to Oz), oppure Il ritorno al regno di Oz, è un racconto scritto da Lyman Frank Baum, sequel del libro Il ritorno del mago di Oz, il quinto dei Libri di Oz.
Narra di una nuova avventura di Dorothy Gale e introduce tre nuovi personaggi importanti anche nei prossimi libri: Lo straccione, Botton Brillante e Policromo, la figlia dell'Arcobaleno.

## Trama
Dorothy sta tornando nella sua fattoria nel Kansas, quando incontra un vagabondo che le chiede la strada per Butterfield, Lo straccione, seguite le informazioni di Dorothy, sta per mettersi in cammino, quando le strade del Kansas, diventano diverse, e subito i due si ritrovano in una terra sconosciuta, Burzee. I due continuano per il loro cammino e arrivano ad una rotonda con sette strade. Dorothy decide di passare per la settima strada, e la loro avventura verso la città di Smeraldo inizia.
Nel tragitto i due incontrano un bimbo intento a scavare un buco nel terreno con un bastone: Botton d'Oro, che decide di seguirli. Dopo molte ore di camminano, Lo Straccione, Dorothy con Toto e Botton d'Oro, arrivano a un grande cancello attraversato da un esercito di volpi parlanti. Gli avventurieri scoprono di trovarsi a Volponia, sotto il dominio di Re Velpo, e presto vengono scortati nel palazzo reale, dove decidono di passare la notte.
Il giorno dopo, Il re con grande sorpresa, Botton d'Oro si sveglia con la testa come quella di una volpe, provocando la partenza degli avventurieri. Nel tragitto, i nostri amici incontrano Policroma, una giovane figlia dell'arcobaleno, che, scappata di casa, decide di andare alla città di smeraldo con loro. La strada continua dritta fino a quando i nostri avventurieri arrivano davanti a un muro bianco, che circonda tutta la città delle Bestie: Asinopia. Asinopia è abitata da asini parlanti e stranamente intelligenti che li ospitano per la notte. Il mattino seguente, come successo a Botton d'Oro, Lo straccione si sveglia con una testa di asino. Dopo il pranzo, Lo straccione, Dorothy, Polly e Botton d'Oro, ripartono per il loro cammino, e incontrano il musichiere; con lui hanno molte avventure, fino a quando non arrivano nel castello dei Turlupinanti. Essi, creature mostruose capaci di lanciare la propria testa addosso ai propri nemici, catturano gli avventurieri, che solo il giorno dopo riescono a scappare.
Finalmente arrivano davanti al Deserto Desolato, vasto deserto che separa Burzee da Oz. Lo straccione, che possiede la calamitarossa, è simpatico a tutti, e anche a Jonny tuttofare, che costruisce una barca a vela che porta i nostri avventurieri sani e salvi al regno di Oz. Non appena arrivati, Botton d'Oro trova una fontana, dove si lava il muso peloso; subito la sua faccia da volpe ritorna quella paffutella di prima, e anche Lo straccione, una volta bagnatosi, ritorna normale. Poi incontrano Tic-Toc e Billina, grandi amici di Dorothy nelle avventure precedenti, che li portano nel castello di latta dell'Imperatore Nick Tagliaceppi. Il giorno seguente arrivano alla città di Smeraldo, giusto in tempo per l'arrivo degli invitati per il compleanno di Ozma, la sovrana di Oz.
Gli invitati vengono da tutta Nonestica, e rendono la festa indimenticabile. Alla fine dei festeggiamenti, ognuno torna nella propria casa, e Lo straccione decide di rimanere a vivere nel palazzo della città di Smeraldo.

### Edizioni
- L. Frank Baum, Il ritorno al regno di Oz, illustrazioni di Miki Ferro Pelizzari e Carla Ruffinelli, SAS, Società apostolato stampa, 1948.
- L. Frank Baum, La strada per Oz, traduzione di Cecilia Martini, illustrazioni di Lilia Munasypova, Robin Edizioni.
- L. Frank Baum, The Road to Oz, John R. Neill, 1909
- L. Frank Baum, Shanower Eric, Young Scotter, La strada per Oz, traduzione di Gamberini F, Panini Comics, Collana: Collezione 100% Marvel